# Kestrosaurus
Il kestrosauro (gen. Kestrosaurus) è un anfibio estinto, appartenente ai temnospondili. Visse nel Triassico inferiore (Olenekiano, circa 250 - 248 milioni di anni fa) e i suoi resti fossili sono stati ritrovati in Sudafrica.

## Descrizione
Questo animale, come tutti i suoi simili (capitosauri). possedeva un grande cranio allungato e appiattito. Kestrosaurus era caratterizzato da corna tabulari appuntite e curve medialmente. La cresta terminale del tabulare era breve e quasi dritta. La spina sopraoccipitale era molto lunga e appiattita. Non vi era sutura pterigo-exoccipitale. Le vacuità interpterigoidee non erano coniche nella parte posteriore; vi era una singola vacuità palatale anteriore.
La zona postglenoide della mandibola possedeva un'ampia superficie dorsale piatta terminante di colpo posteriormente e delimitata da una forte cresta articolare. Il bordo posteriore della fossa mandibolare degli adduttori era cuneiforme se vista dall'alto. Il forame meckeliano posteriore era piccolo e ovoidale.

## Classificazione
Kestrosaurus venne descritto per la prima volta da Haughton nel 1925, sulla base di un cranio molto incompleto ritrovato nello Stato Libero dell'Orange (Sudafrica), in terreni del Triassico inferiore. La specie tipo è Kestrosaurus dreyeri. Fino a poco tempo fa era considerato un enigma tassonomico, poiché combinava il modello cranico "capitosauride" di base con un numero di caratteristiche trematosauridi o mastodonsauridi, come le vacuità palatine anteriori appaiate e narici arrotondate. Il genere è stato oggetto di due descrizioni (Haughton, 1925; Chernin, 1978), entrambe le quali sottolineano questa particolare combinazione di caratteri. Anche se alcuni studi hanno seguito Haughton (1925) nel porre Kestrosaurus nei Capitosauridae (Romer, 1947; Carroll e Winer, 1977; Chernin, 1978), molti studiosi sono stati scettici riguardo a questa attribuzione (Welles e Cosgriff, 1965) e hanno preferito collegare Kestrosaurus alle linee evolutive dotate di vacuità palatali anteriori appaiate, come Benthosuchidae, Mastodonsauridae e Heylerosauridae (Ochev 1966, Milner, 1990). Altri studi (Damiani, 2001) hanno invece considerato il materiale dell'esemplare tipo troppo inadeguato per una diagnosi a livello specifico.
Più di recente, una ridescrizione del materiale (Shishkin et al., 2004) ha dimostrato che Kestrosaurus era un capitosauride tipico, strettamente legato al genere europeo coevo Parotosuchus, sulla base della morfologia cranica. Una nuova ricostruzione dell'olotipo Kestrosaurus ha inoltre suggerito che "Capitosaurus" haughtoni, rinvenuto nella stessa parte della "Zona a Cynognathus", sia un sinonimo di Kestrosaurus, così come  "Wetlugasaurus" magnus. Studio di nuovo materiale capitosauride dalla parte inferiore della Zona a Cynognathus ha dimostrato che Kestrosaurus è l'anfibio più comune di questa sottozona. Oltre alle specie tipo, lo studio del 2008 ha permesso il riconoscimento di un'ulteriore specie, Kestrosaurus kitchingi, distinta dalla specie tipo per l'assenza di un osso interfrontale.